# Textuelles Verhalten
Das textuelle Verhalten (engl. textual attitude) ist eine nicht-streng-terminologische Bezeichnung für die autoritative Kraft eines Textes über die Realität. Der Begriff wurde maßgeblich vom Orientalismuskritiker Edward Said geprägt.
Beispielsweise kann die verfremdende Darstellung einer Ethnie oder Kultur in Reiseberichten als ein „textuelles Verhalten“ bezeichnet werden: Dabei wird „das Fremde“ aus mitgebrachten fiktionalen Vorkenntnissen verstanden. Edward Said erläutert diese Verhalten am Beispiel des „wilden Löwen“: ein Mensch, welcher schon viel über literarisch dramatisierte „wilde Löwen“ gelesen hat, wird bei der realen Begegnung mit einem Löwen diesen in erster Linie mit seiner vorgängigen literarischen Erfahrung – also als ein „wildes“ und gefährliches Tier – interpretieren. Analog dazu kann die – realistisch eigentlich unbegründete, aber durch moderne Literatur und Film geprägte – Angst vor dem weißen Hai gelten. (Gemeint sind mit dem Begriff aber meist nicht die Beziehung Mensch–Tier, sondern Mensch–Mensch.)

„Zwei Situationen begünstigen ein textuelles Verhalten. Eine davon ist die, bei der ein Mensch mit etwas relativ Unbekanntem aus der Nähe konfrontiert wird; mit etwas Bedrohlichem, das zuvor entfernt war. In einem solchen Fall nimmt man nicht nur darauf Rücksicht, was in einer früheren Erfahrung der Neuigkeit gleicht, sondern auch auf das, was man darüber gelesen hat. Reisebücher oder Reiseführer sind eine ebenso "natürliche" Textart, so logisch in ihrer Komposition und ihrem Gebrauch, wie jedes Buch, an das man denken mag, gerade weil diese menschliche Tendenz besteht, auf einen Text zurückzufallen, wenn die Unsicherheiten einer Reise in fremde Gebiete das Gleichgewicht zu bedrohen scheinen.“